# Mars superliga 2001/02
De Mars superliga 2001/2002 was het negende seizoen in de hoogste afdeling van het Slowaakse voetbal sinds de vreedzame ontmanteling van Tsjecho-Slowakije. Aan de competitie deden tien clubs mee. Deze begon op 14 juli 2001 en eindigde op 8 juni 2002. Titelverdediger was ASK Inter Slovnaft Bratislava, dat ditmaal genoegen moest nemen met de derde plaats. MŠK Žilina won de landstitel voor de derde keer in zijn bestaan, nadat de club in de vooroorlogse jaren (1928 en 1929) ook al 's lands beste was geweest. Nieuwkomer FK ZTS Dubnica wist zich te handhaven en eindigde op de achtste plaats in de eindrangschikking.

## Eindstand
| №  | Club                          | WG | W  | G  | V  | DV | DT | +/– | Punten |
| -- | ----------------------------- | -- | -- | -- | -- | -- | -- | --- | ------ |
| 1  | MŠK Žilina                    | 36 | 21 | 6  | 9  | 62 | 37 | +25 | 69     |
| 2  | FK Matador Púchov             | 36 | 18 | 8  | 10 | 48 | 33 | +15 | 62     |
| 3  | ASK Inter Slovnaft Bratislava | 36 | 16 | 8  | 12 | 53 | 39 | +14 | 56     |
| 4  | MFK Ružomberok                | 36 | 15 | 9  | 12 | 49 | 41 | +8  | 54     |
| 5  | Ozeta Dukla Trenčín           | 36 | 15 | 9  | 12 | 45 | 43 | +2  | 54     |
| 6  | ŠK Slovan Bratislava          | 36 | 14 | 9  | 13 | 42 | 39 | +3  | 51     |
| 7  | FC Artmedia Petržalka         | 36 | 11 | 14 | 11 | 51 | 45 | +6  | 47     |
| 8  | FK ZTS Dubnica                | 36 | 9  | 11 | 16 | 38 | 48 | –10 | 38     |
| 9  | 1. FC Košice*                 | 36 | 6  | 13 | 17 | 30 | 62 | –32 | 31     |
| 10 | 1. FC Tatran Prešov*          | 36 | 8  | 7  | 21 | 35 | 66 | –31 | 31     |

* Tatran Prešov degradeerde vanwege het onderlinge resultaat met FC Košice
|  | Geplaatst voor de voorronde van de UEFA Champions League 2002/03 |
|  | Geplaatst voor de voorronde van de UEFA Cup 2002/03              |
|  | Geplaatst voor de UEFA Intertoto Cup 2002                        |
|  | Gedegradeerd naar de 1. slovenská futbalová liga                 |

## Statistieken

### Topscorers
- In onderstaand overzicht zijn alleen de spelers opgenomen met tien of meer treffers achter hun naam.

| № | Naam           | Club                  | Goals | Pen. | Duels | Gem. |
| - | -------------- | --------------------- | ----- | ---- | ----- | ---- |
| 1 | Marek Mintál   | MŠK Žilina            | 21    | ?    |       |      |
| 2 | Ľuboš Perniš   | FK Matador Púchov     | 15    | ?    |       |      |
| 3 | Róbert Vittek  | ŠK Slovan Bratislava  | 14    | ?    |       |      |
| 4 | Henrich Benčík | FC Artmedia Petržalka | 12    | ?    |       |      |
| 5 | Miroslav Nemec | MŠK Žilina            | 10    | ?    |       |      |

### Toeschouwers
| №      | Club                 | Totaal  | Duels | Gem   | +/–     | Record |
| ------ | -------------------- | ------- | ----- | ----- | ------- | ------ |
| 1      | MŠK Žilina           |         | 18    | 5.714 | +100,8% |        |
| 2      | Artmedia Petržalka   |         | 18    | 4.931 | –14,0%  |        |
| 3      | Ozeta Dukla Trencin  |         | 18    | 4.620 | +34,7%  |        |
| 4      | ZTS Dubnica          |         | 18    | 3.811 | NIEUW   |        |
| 5      | MFK Ružomberok       |         | 18    | 3.203 | –50,5%  |        |
| 6      | 1. FC Kosice         |         | 18    | 3.042 | +82,1%  |        |
| 7      | FK Matador Puchov    |         | 18    | 3.004 | –36,6%  |        |
| 8      | FC Tatran Presov     |         | 18    | 2.788 | +2,4%   |        |
| 9      | SK Slovan Bratislava |         | 18    | 1.967 | –44,0%  |        |
| 10     | ASK Inter Bratislava |         | 18    | 1.477 | –7,5%   |        |
| Totaal | Totaal               | 622.080 | 180   | 3.456 | –3,7%   |        |